# 철가면

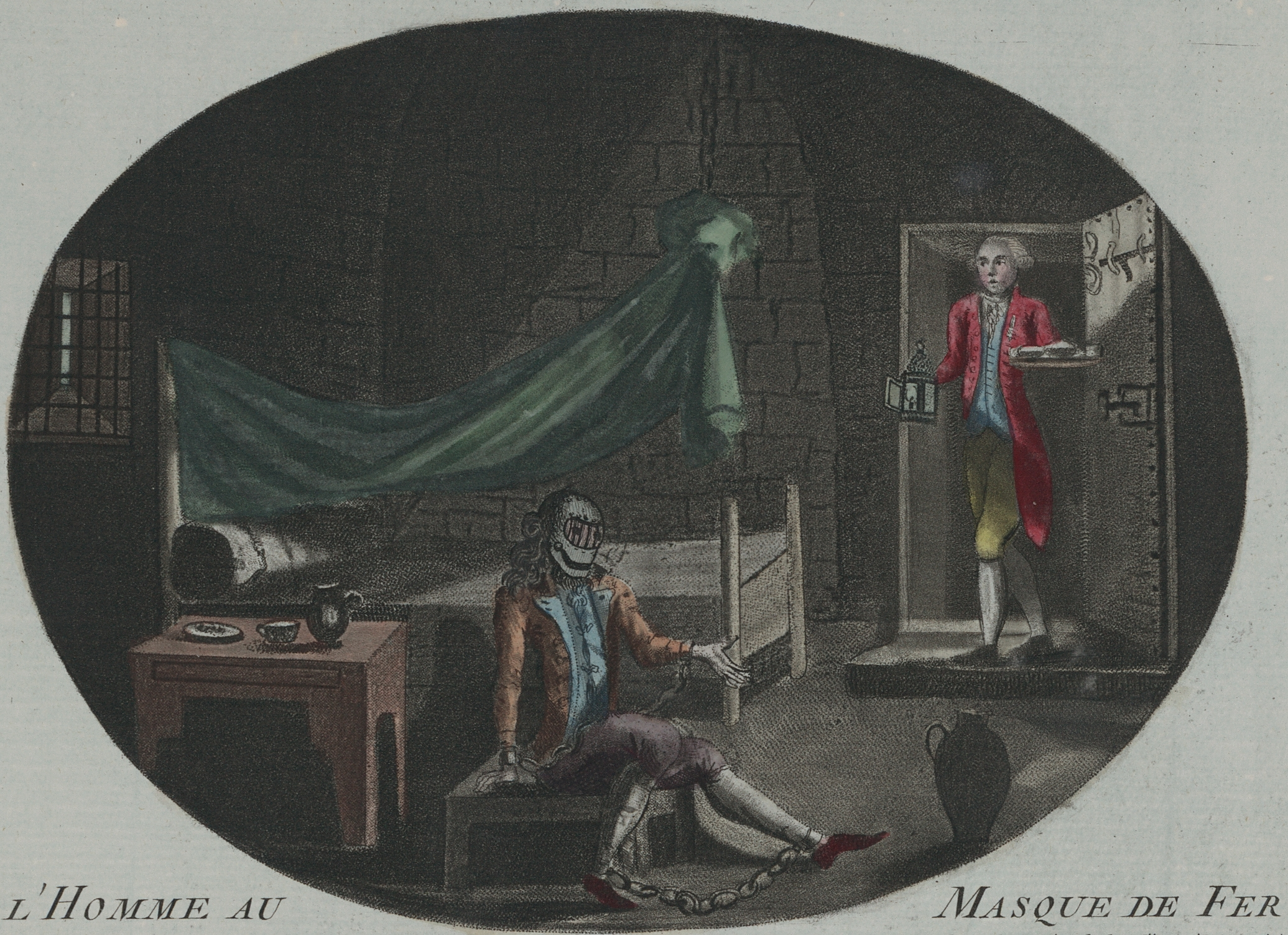

철가면(鐵假面, 프랑스어: L'homme au masque de fer)은 프랑스에서 실제로 1703년까지 바스티유 감옥에 수감되어 있던 '철(실제로는 검은색 벨벳)로 얼굴을 가린 죄수'이다. 그 정체에 대해서는 여러 가지 설이 있다. 이것을 모티프로 만들어진 전설이나 작품도 유포되었다.

## 작품
- 알렉상드르 뒤마의 다르타냥 이야기 제3부 《브라줄론 자작》
- 아이언 마스크 - 1998년 영화

## 같이 보기
- 이반 6세